# Noyau de modélisation géométrique
Un noyau de modélisation géométrique est un composant de logiciel utilisé dans les progiciels de conception assistée par ordinateur (CAO),. De nombreux noyaux sont sur le marché. Voici une liste:
- ACIS, développé et sous licence par Spatial Corporation de Dassault Systèmes.
- SMLib, développé par Solid Modeling Solutions[3].
- Modeleur géométrique de convergence, développé par Dassault Systèmes[4].
- Parasolid, développé et sous licence de Siemens.
- Romulus était un prédécesseur de Parasolid.
- ShapeManager, développé par Autodesk et est dérivé d'ACIS en 2001[5].
- Granite, développé par Parametric Technology Corporation[6].
- C3D Modeler, développé par C3D Labs, qui fait partie du groupe ASCON[7],[8].
- CGAL est une bibliothèque open source d'algorithmes de géométrie computationnelle qui prend en charge les opérations booléennes sur les polyèdres ; mais pas de balayage, de révolution ou de NURBS.
- Open CASCADE est un noyau de modélisation open source.
- sgCore est un noyau de modélisation propriétaire gratuit distribué sous forme de SDK[9].
- Le noyau K3, développé par le Centre GeoS[10].
- SOLIDS++, développé par IntegrityWare, Inc[11].
- APM Engine, développé par RSDC APM[12],[13],[14]
- KCM, développé et sous licence par Kubotek Kosmos[15],[16]
- Le noyau géométrique SvLis est devenu open source et a été abandonné, pour Windows uniquement.
- Environnement de modélisation IRIT, pour Windows uniquement[17].
- GTS  Bibliothèque de surfaces triangulées GNU, pour les maillages polygonaux uniquement et non pour les surfaces.
- Noyau géométrique russe[18].
- Geometry Kernel, une bibliothèque C++ multiplateforme avec du code source accessible aux clients, développée et distribuée par le site Web RDF - Geometry Kernel[19].
- L'application SolveSpace possède son propre noyau de géométrie solide paramétrique intégré avec une prise en charge NURBS limitée.

## Marché des noyaux
À la fin des années 1980, le marché des noyaux est dominé par Parasolid et ACIS. Le dernier noyau à entrer sur le marché est KCM. ShapeManager n'est pas présent sur le marché des licences de noyaux et, en 2001, Autodesk déclare qu'il ne se lancerait pas dans ce secteur[réf. nécessaire].
Le noyau de modélisation géométrique le plus récent au monde est le noyau géométrique russe, propriété du gouvernement russe, il offre des fonctionnalités uniques par rapport aux autres noyaux du marché, ,,.

## Développeurs de noyaux
Le tableau liste les développeurs appartenant à des sociétés développant leur propre noyau ou licenciant le noyau auprès de tiers.
| Platforms                           | Domain                   | Kernel                                  | Application                | Developed by                        | Country                |
| ----------------------------------- | ------------------------ | --------------------------------------- | -------------------------- | ----------------------------------- | ---------------------- |
| Windows                             | CAD, AEC                 | Open CASCADE                            | 4MCAD IntelliCAD           | 4M S.A.                             | Greece                 |
| Windows                             | MCAD                     | ACIS / KCM                              | KeyCreator                 | Kubotek Kosmos                      | United States          |
| Windows                             | MCAD                     | C3D                                     | KOMPAS-3D                  | ASCON Group                         | Russia                 |
| Windows                             | AEC                      | C3D                                     | KOMPAS-Builder             | ASCON Group                         | Russia                 |
| Windows                             | CAD                      | C3D + K3 kernel                         | K3-Furniture               | Center GeoS                         | Russia                 |
| Windows                             | AEC                      | C3D                                     | Renga Architecture,        | ASCON Group                         | Russia                 |
| iPad                                | MCAD                     | Parasolid                               | Shapr3D                    | Shapr3D zrt.                        | Hungary                |
| Android                             | MCAD                     | C3D                                     | KOMPAS:24                  | ASCON Group                         | Russia                 |
| Windows                             | CAD                      | C3D Modeler for Teigha Platform / ACIS  | nanoCAD Plus               | NanoSoft                            | Russia                 |
| Windows                             | MCAD                     | Parasolid                               | T-FLEX                     | Top Systems                         | Russia                 |
| Windows                             | MCAD                     | APM Engine                              | APM Studio                 | APM                                 | Russia                 |
| Windows                             | CAM                      | C3D                                     | TECHTRAN                   | NIP-Informatic                      | Russia                 |
| Windows                             | CAD                      | C3D                                     | PASSAT                     | NTP Truboprovod                     | Russia                 |
| Windows, Mac                        | CAD, CAM                 | OpenNURBS                               | Rhinoceros 3D              | Robert McNeel and Associates        | United States          |
| Windows                             | CAD                      | C3D                                     | ESPRIT Extra CAD           | LO CNITI, Rubius                    | Russia                 |
| Windows                             | CAD                      | C3D                                     | BAZIS System               | BAZIS Center                        | Russia                 |
| Windows                             | CAE                      | Parasolid                               | Adams                      | MSC Software                        | United States          |
| Windows                             | CAD, CAM, CAPP           | switch from ACIS to C3D                 | ADEM                       | ADEM Group                          | Russia                 |
| Windows                             | CAE                      | Parasolid                               | ADINA Modeler              | ADINA R&D Inc.                      | United States          |
| Windows                             | CAD, AEC, GIS            | ShapeManager                            | AutoCAD                    | Autodesk                            | United States          |
| Windows                             | MCAD                     | ShapeManager                            | Inventor                   | Autodesk                            | United States          |
| Windows, Mac                        | Solid Modeler & Machiner | ShapeManager                            | Fusion360                  | Autodesk                            | United States          |
| Windows, Linux, Mac                 | MCAD, AEC                | ACIS                                    | BricsCAD                   | Bricsys                             | Belgium                |
| Windows, Mac                        | CAD, CAM, CAE            | Parasolid                               | Siemens NX                 | Siemens Digital Industries Software | United States, Germany |
| Windows                             | MCAD                     | Parasolid                               | SolidFace                  | SolidFace                           | United States, Brazil  |
| Windows                             | MCAD                     | Parasolid (previous versions used ACIS) | Solid Edge                 | Siemens Digital Industries Software | United States, Germany |
| Windows                             | MCAD                     | Parasolid                               | SolidWorks                 | Dassault Systèmes                   | United States, France  |
| Windows                             | AEC                      | Parasolid (previous versions used ACIS) | MicroStation               | Bentley Systems                     | United States          |
| Windows, Unix                       | CAD, CAM, CAE, AEC       | Convergence Geometric Modeler           | CATIA                      | Dassault Systèmes                   | France                 |
| Windows                             | Solid Modeler            | GRANITE                                 | Creo Elements              | Parametric Technology Corporation   | United States          |
| Windows                             | CAD                      | GRANITE                                 | Creo Parametric            | Parametric Technology Corporation   | United States          |
| SaaS                                | Solid Modeler            | Parasolid, FeatureScript                | Onshape                    | Onshape                             | United States          |
| Windows, SaaS                       | Solid Modeler            | Parasolid & ACIS                        | IRONCAD                    | IRONCAD                             | United States          |
| Windows                             | CAD                      | ACIS                                    | GstarCAD                   | Suzhou Gstarsoft Co., Ltd           | China                  |
| Windows, Mac                        | AEC, BIM                 | Own Kernel                              | ArchiCAD                   | Graphisoft                          | Hungary                |
| Windows, Linux, Mac                 | MCAD, AEC                | ACIS                                    | ZW3D                       | ZWSoft                              | China                  |
| Windows                             | MCAD                     | ACIS                                    | Cimatron                   | 3D Systems (Cimatron Ltd.)          | Israel                 |
| Windows                             | MCAD                     | ACIS                                    | SpaceClaim                 | ANSYS Inc                           | United States          |
| Windows                             | MCAD                     | European Solid Modeller ESM             | HiCAD                      | ISD Group                           | German                 |
| Mac, Windows                        | MCAD                     | ACIS                                    | Cobalt, Xenon, Argon       | Ashlar                              | United States          |
| Windows, Linux                      | CAD Optimization         | Own Kernel                              | CAESES                     | Friendship Systems                  | Germany                |
| Windows, macOS, Linux,              | CAD                      | Open Cascade, Coin3D,                   | FreeCAD, SALOME_(logiciel) | FreeCAD SALOME                      |                        |
| Windows, macOS, Linux, iOS, Android | CAD, AEC, BIM            | Geometry Kernel                         | IFCEngine, STEPEngine      | RDF                                 | Bulgaria               |
| Windows                             | CAD, AEC                 | Overdrive                               | ZW3D, ZWCad                | ZWSoft                              | China                  |
| Windows                             | CAD, Reverse Engineering | ACIS                                    | Zeiss Reverse Engineering  | ZEISS Industrial Metrology          | Germany                |